# Red Screening – Blutige Vorstellung
Red Screening – Blutige Vorstellung (OT: Al morir la matinée) ist ein uruguayischer Horrorfilm von Maximiliano Contenti aus dem Jahr 2020. Es handelt sich um eine Mischung aus US-amerikanischem Slasher-Film und italienischem Giallo.

## Handlung
In einem alten Kinosaal finden sich verschiedene Personengruppen zusammen, die den Film Frankenstein: Day of the Beast von Ricardo Islas schauen wollen. Da sind ein Pärchen bei ihrem ersten Date, drei Jugendliche, die sich mit Alkohol beschwipst haben, ein Obdachloser, der vor dem Regen Zuflucht sucht, und Tomás, ein kleiner Junge, der sich im Saal versteckt hat, um den für ihn verbotenen Film zu sehen.
Ana, eine Studentin, hat die Schicht ihres Vaters übernommen, der sich überarbeitet, hat und versucht während der Vorstellung zu lernen. Den Anmachversuchen des Platzanweisers entgeht sie, indem sie die Tür abschließt. Was sie alle nicht wissen: ein Killer treibt sich herum. Er hat die Tür zum Kino verriegelt und mordet sich durch den Kinosaal. Bei seinen Opfern sammelt er die Augen in einem Glas.
Am Ende gelingt es Ana, Tomás zu retten und den Killer zur Strecke zu bringen.

## Hintergrund
Red Screening ist eine Art Hommage an das Kino, insbesondere an den Slasher- und den Giallo-Film. Der Hauptunterscheidungspunkt zum Giallo ist die fehlende Ermittlung. Dabei zitiert Maximiliano Contenti einige Vorbilder, allen voran Dario Argentos Terror in der Oper. Auch Lamberto Bavas Dämonen 2 und den spanischen Horror-Thriller Im Augenblick der Angst, die beide in einem Kino spielen, werden zitiert. Zu Dario Argento verweisen auch ein Filmplakat zu Terror in der Oper sowie eine gerahmte Postkarte von Tenebrae im Vorführraum. Für den Killer besetzte er Ricardo Islas, der als Pionier des uruguayischen Horrorfilms gilt. Der Frankenstein-Film, der im Kino läuft und in Ausschnitten zu sehen ist, stammt von ihm. Weitere Einflüsse waren Mario Bavas Blutige Seide, dem die Beleuchtung nachempfunden ist, aber auch moderne Slasher wie Ich weiß, was du letzten Sommer getan hast und Düstere Legenden. Auch die Musik von Hernán González zitiert andere Filme. So klingt der Synthesizer-Soundtrack wie eine Mischung aus Goblin und John Carpenter. Das Thema des Films stammt von der Retrowave-Band Power Glove.
Der Film entstand mit Hilfe der Filmförderung. Die gesamte Arbeitszeit am Film betrug fünf Jahre. Gedreht wurde in einem echten Kino. Für den Film wurden drei Schnittfassungen entworfen, die je einen anderen Film auf der Leinwand zeigten. Neben Frankenstein: Day of the Beast waren dies Terror in der Oper sowie Hexenbrut von Fabrizio Laurenti mit David Hasselhoff und Linda Blair. Für die beiden anderen Filme konnte Contenti jedoch nicht die Rechte erwerben.
Die zum Teil harten Splattereffekte entstanden ohne CGI.

## Veröffentlichung
Der Film erhielt seine Premiere auf dem exground filmfests. Obwohl sich Contenti eine Kinopremiere gewünscht hatte, fiel diese auf Grund der COVID-19-Pandemie aus. Stattdessen lief der Film als Stream. Es folgten weitere Festivalauftritte auf dem Sitges Festival Internacional de Cinema Fantàstic de Catalunya und auf dem deutschen Hard:line-Festival.
Eine deutsche Erstveröffentlichung erfolgte am 23. April 2021 über das Label Pierrot le Fou im Vertrieb von AL!VE.

## Rezensionen
Lutz Granert vergab auf Filmstarts zwei von fünf Sternen und zog folgendes Fazit: „Maximiliano Contenti outet sich mit dem uruguayischen Horrorthriller Red Screening – Blutige Vorstellung als ausgewiesener Kenner der Slasher- und Giallo-Klassiker der 1980er Jahre. Abseits einzelner Szenen, die deren Stil optisch nahezu eins-zu-eins kopieren, bleibt die Qualität der großen Vorbilder allerdings in weiter Ferne.“
Etwas besser, mit sieben von 10 Punkten wurde der Film von Rouven Linnarz auf Film-Rezensionen.de besprochen: „Red Screening – Blutige Vorstellung ist eine recht unterhaltsame Verbeugung vor dem europäischen Genrekino. Maximiliano Contenti inszeniert fast schon eine Art Meta-Film über das Erlebnis Kino, über den Akt des Sehens, angereichert mit den üblichen Zutaten für einen solchen Film, allen voran den blutigen, teils sehr „kreativen“ Morden. Genrefans werden hier auf ihre Kosten kommen.“